# Hannu Manninen
Hannu Kalevi Manninen (Rovaniemi, 17 de abril de 1978) es un deportista finlandés que compitió en esquí en la modalidad de combinada nórdica. Su hermana Pirjo compitió en esquí de fondo.
Participó en cinco Juegos Olímpicos de Invierno, entre los años 1994 y 2010, obteniendo en total tres medallas en la prueba por equipo: plata en Nagano 1998 (junto con Samppa Lajunen, Jari Mantila y Tapio Nurmela), oro en Salt Lake City 2002 (con Jari Mantila, Jaakko Tallus y Samppa Lajunen) y bronce en Turín 2006 (con Antti Kuisma, Anssi Koivuranta y Jaakko Tallus).
Ganó seis medallas en el Campeonato Mundial de Esquí Nórdico entre los años 1997 y 2007.

## Palmarés internacional
| Juegos Olímpicos   | Juegos Olímpicos                | Juegos Olímpicos  | Juegos Olímpicos         |
| Año                | Lugar                           | Medalla           | Prueba                   |
| ------------------ | ------------------------------- | ----------------- | ------------------------ |
| 1998               | Nagano (Japón)                  | Medalla de plata  | TN + 4 × 5 km por equipo |
| 2002               | Salt Lake City (Estados Unidos) | Medalla de oro    | TN + 4 × 5 km por equipo |
| 2006               | Turín (Italia)                  | Medalla de bronce | TN + 4 × 5 km por equipo |
| Campeonato Mundial |                                 |                   |                          |
| Año                | Lugar                           | Medalla           | Prueba                   |
| 1997               | Trondheim (Noruega)             | Medalla de plata  | TN + 4 × 5 km por equipo |
| 1999               | Ramsau (Austria)                | Medalla de oro    | TN + 4 × 5 km por equipo |
| 2001               | Lahti (Finlandia)               | Medalla de bronce | TN + 4 × 5 km por equipo |
| 2003               | Val di Fiemme (Italia)          | Medalla de bronce | TN + 4 × 5 km por equipo |
| 2007               | Sapporo (Japón)                 | Medalla de oro    | TG + 7,5 km individual   |
| 2007               | Sapporo (Japón)                 | Medalla de oro    | TN + 4 × 5 km por equipo |